# Ophioderma devaneyi
Ophioderma devaneyi är en ormstjärneart som beskrevs av Hendler och Miller 1984. Ophioderma devaneyi ingår i släktet Ophioderma och familjen Ophiodermatidae. Inga underarter finns listade i Catalogue of Life.